# Dancing with the Devil
"Dancing with the Devil" é uma canção gravada pela cantora estadunidense Demi Lovato para seu sétimo álbum de estúdio Dancing with the Devil... The Art of Starting Over (2021). A canção foi escrita por Lovato, Bianca Atterberry, John Ho, e o produtor Mitch Allan. Foi lançada através da Island Records em 26 de março de 2021 como terceiro single do álbum.

## Antecedentes e composição
"Dancing with the Devil" foi apresentada no trailer do documentário de Demi de 2021, Demi Lovato: Dancing with the Devil, e é a segunda faixa de seu álbum Dancing with the Devil... The Art of Starting Over.
A canção começa com Lovato, atualmente recuperada, narrando sua recaída de 2018, o que a levaria a uma overdose quase fatal no mesmo ano. Os versos abrem com um conteúdo lírico que reflete a fase inicial da recaída, que foi principalmente com o vinho tinto: "É só um pouco de vinho tinto, vou ficar bem/ Não é como se eu quisesse fazer isso todas as noites/ Estou bem , não mereço? Acho que mereci/ Parece que vale a pena na minha mente". O segundo versículo descreve sua introdução a drogas mais pesadas: "Uma pequena linha branca" que acabou se tornando "um pequeno cachimbo de vidro".
No final das contas, Lovato se tornou viciada em fumar heroína e canta: "O remédio no papel aluminio quase tirou o melhor de mim". Ela também confessa a seus fãs e entes queridos no pré-refrão que durante desta vez, "Eu disse que estava bem, mas estava mentindo". No refrão da faixa, Lovato se refere diretamente a sua overdose passada, cantando que ela "quase chegou ao céu" por "brincar com o inimigo/ apostando com minha alma." Lovato também canta sobre o vício em agarrar-se a ela e a dificuldade psicológica que isso impôs, cantando durante toda a canção "É tão difícil dizer não/ Quando você está dançando com o diabo".

## Recepção da crítica
Antes de seu lançamento, "Dancing with the Devil" foi descrito por Shana Naomi Krochmal da Entertainment Weekly como "evocando o tema "Skyfall" de Adele". A Billboard descreveu a canção como "poderosa" e "confessional".

## Posições nas tabelas musicais
| Tabela musical (2021)                   | Melhor posição |
| --------------------------------------- | -------------- |
| Canadá (Canadian Hot 100)               | 49             |
| Estados Unidos (Billboard Adult Top 40) | 39             |
| Estados Unidos (Billboard Hot 100)      | 56             |
| Mundo (Billboard Global 200)            | 50             |
| Hungria (Single Top 40)                 | 7              |
| Irlanda (IRMA)                          | 46             |
| Nova Zelândia (Hot 40 Singles)          | 6              |
| Portugal (AFP)                          | 82             |
| Reino Unido (UK Singles Chart)          | 98             |

## Históricos de lançamentos
| Região         | Data                | Formato(s)                 | Gravadora(s)    | Ref.   |
| -------------- | ------------------- | -------------------------- | --------------- | ------ |
| Várias         | 26 de março de 2021 | Download digital streaming | Island          | [ 21 ] |
| Itália         | 26 de março de 2021 | Rádios mainstream          | Universal       | [ 22 ] |
| Estados Unidos | 29 de março de 2021 | Rádios hot AC              | Island Republic | [ 23 ] |
| Estados Unidos | 30 de março de 2021 | Rádios mainstream          | Island Republic | [ 24 ] |